# Dave Moreno
Dave Moreno es un músico, compositor y productor discográfico estadounidense, más conocido por su papel como baterista de la banda de rock Puddle of Mudd y por su trabajo con el cantante británico Bruce Dickinson.

## Biografía
Nacido en Sun Valley, Los Ángeles, Moreno empezó a tocar la batería a los once años, y ya se había presentado en el Whisky a Go Go con apenas quince años. Tras colaborar como músico de sesión para varias agrupaciones, en 2005 participó en la grabación del disco Tyranny of Souls de Bruce Dickinson, con quien trabajó nuevamente en el disco The Mandrake Project de 2024.
Moreno apareció además en álbumes de artistas como Tribe of Gypsies, L.A. Guns, Vains of Jenna, Jizzy Pearl y Rob Rock, entre otros.Tras colaborar entre 2005 y 2006 con la agrupación de post-grunge estadounidense Puddle of Mudd, retornó a la banda en 2014 y actualmente aparece como miembro acreditado de la misma.